# Montclair State University
Montclair State University är ett offentligt universitet i Upper Montclair, New Jersey. I oktober 2011 fanns 18 498 inskrivna studenter.